# Преваль, Клод Антуан де
Клод Антуан де Преваль (12 декабря 1739, Сален-ле-Бен, Юра — 13 января 1808, Безансон) — французский военачальник, бригадный генерал, отец генерала Клода Антуана Ипполита де Преваля.

## Биография
Вступил в армию добровольцем в 1755 в Энгиенский полк. Участник Семилетней войны. Был ранен в боях при Хастенбеке (26 июля 1757) и при Кревело (в 1758 году). Стал сержантом в 1759 году, прапорщиком в 1770 году, вторым лейтенантом в 1779 году и лейтенантом в 1780. С 1780 по 1783 год Преваль участвовал в войне за Независимость США. За доблесть получил патент на чин капитана и стал кавалером ордена Святого Людовика в 1788 году. В 1791 вышел в отставку.
Однако, уже осенью того же года, в связи с революцией, вновь поступил на службу, и был избран подполковником 1-го батальона волонтёров Юры. Затем служил капитаном в 21-м пехотном полку, участвовал в сражении при Поррентру и вступлении в Шпайер.  
В 1793 году, по представлению комиссара Конвента Лакоста, был назначен командиром 25-й пехотной полубригады (полка). Вскоре после этого де Преваль был произведён во временные бригадные генералы; 15 августа 1794 года чин был официально подтверждён.
Однако годы начинали брать своё. В 1800 году де Преваль вступил в командование двумя батальонами ветеранов в тыловом Безансоне, а в 1805 году вышел в отставку, и три года спустя скончался.